# Tom Morris, Sr.
Thomas Mitchell Morris, Sr. (født 16. juni 1821 i St Andrews, død 24. maj 1908 i St Andrews), også kendt som Old Tom Morris, var en af pionererne inden for professionel golf. Han blev født i St Andrews, Fife, Skotland, "the Home of Golf" og hjemsted for St Andrews Links-banerne og The Royal and Ancient Golf Club, og døde samme sted. Hans søn var Tom Morris, Jr., "Young Tom Morris", som døde i 1875.

## Tidlig golfkarriere
Tom Morris var søn af en væver og begyndte at spille golf som 10-årig. Han brugte propper fra vinflasker, der var gennemhullet med søm, som bolde, og slog disse rundt i gaderne med en hjemmelavet kølle i uformelle matcher mod andre unge. Dette var kendt som 'sillybodkins'. Han startede som caddie og med at spille golf i en tidlig alder og blev som 14-årig formelt hyret som lærling af Allan Robertson, der almindeligvis anses for verdens første professionelle golfspiller. Robertson administrerede St Andrews Links-banerne og havde et firma, der producerede golfudstyr. Morris var i lære i fire år og arbejdede derefter i yderligere fem år som svend under Robertson, som også anses for verdens bedste spiller fra ca. 1843 til sin død i 1859. Fra tidligt i 1840'erne valgte Robertson ofte Morris som sin makker i udfordringsmatcher spillet som foursomes, som var den fremherskende konkurrenceform på den tid. Det siges, at de to aldrig tabte en match, der blev afviklet under lige forhold, og makkerparret blev kendt som "The Invincibles" ("De Uovervindelige"). Da Morris var i begyndelsen af 20'erne, var han den næstbedste spiller i St Andrews, næsten lige så god som Robertson, og vandt en uformel match over ham på Old Course i 1843, men de to spillede sjældent mod hinanden for alvor – og som Robertsons ansat var Morris i en vanskelig position.

## Flytning til Prestwick
Morris arbejdede for Robertson i St Andrews indtil 1851, hvor han blev fyret på stedet, da Robertson opdagede at Morris spillede med den nye guttaperka-golfbold. Robertson havde en lukrativ forretning med at fremstille golfbolde af fjer, hvilket blev truet af den nye opfindelse guttie'en. Morris blev derefter ansat af Prestwick Golf Club, som netop var ved at starte op. I Prestwick designede, anlagde og vedligeholdt han banen, styrede sit eget golfudstyrsfirma, hvor han solgte gutties og køller, gav instruktion til spillere og afholdt konkurrencer. Han havde indflydelse på oprettelsen af The Open Championship i 1860, og han slog den allerførste bold i den turnerings historie.

## Tilbagevenden til St Andrews
Morris vendte tilbage til St Andrews som greenkeeper og professionel i 1865 til den (efter datidens målestok) generøse hyre på 50 pund om året. Han blev udvalgt af The Royal and Ancient Golf Club of St Andrews, som i 1864 formelt vedtog et forslag om at ansætte ham. St Andrews-banerne var i meget dårlig stand, og hans første opgave var at rette op på dette. Han gjorde fairways bredere og greens større, han brugte greenkeeperteknikker, han havde udviklet i Prestwick, og anlagde to nye greens (på 1. og 18. hul), og "ordnede" hazarderne. Han blev på posten indtil 1903, i alt 38 år.

## Sportslige højdepunkter
Morris arbejdede som greenkeeper, køllemager, boldmager, golfinstruktør og golfbanearkitekt samtidig med at han spillede golf på eliteplan. Han blev nr. 2 i det første Open Championship i 1860 og vandt det efterfølgende år. Han fulgte op med yderligere tre sejre i 1862, 1864 og 1867, og han har stadig rekorden som den ældste vider af The Open Championship med 46 år og 99 dage. Han var også en del af det eneste far/søn-par, der blev nr. 1 og 2 i samme turnering.
Morris var indehaver af rekorden for den største sejrsmargin i en major-turnering (13 slag i The Open Championship 1862), indtil Tiger Woods vandt US Open 2000 med 15 slag. Han blev den kun anden spiller til at gå en runde under 80 slag på Old Course i St Andrews Links med en runde på 79 slag. Robertson havde været den første. Da først hans søn Young Tom Morris var blevet en dygtig spiller i midten af 1860'erne, dannede far og søn et hold i udfordringsmatcher, normalt spillet som foursomes, hvor de var meget succesrige. Deres partnerskab varede indtil Young Toms død i 1875.

## Design af golfbaner, greenskeeping-opfindelser
Morris var medvirkede i desinget af baner på de Britiske Øer. Han begyndte som assistent for Allan Robertson, der anlagde 10 huller i Carnoustie i 1842. Hans efterfølgende arbejde inkluderer bl.a. Kinghorn Golf Club i 1887, Prestwick Golf Club, Muirfield, Jubilee Course i St Andrews, Balcomie (Crail), Moray Golf Club, Askernish i South Uist, Lahinch og Rosapenna i Irland, samt Warkworth og Royal North Devon Golf Club (Westward Ho!) i England.
Morris stod også fadder til moderne greenskeeping. Han indførte konceptet med at top-dresse greens med sand, hvilket markant forbedrede græsvæksten. Han introducerede mange nye ideer om græs- og banevedligeholdelse, inkl. aktiv vedligeholdelse af hazarder (tidligere var bunkere og lignende hovedsageligt overladt til sig selv) og afstandsmarkører. Han var den første til at bruge en håndskubber til at klippe græs på greens. Han forbedrede St Andrews Links ved at gøre fairways bredere for at kunne håndtere stigende pres på banen, gjorde greens større, og etablerede separate teesteder for hvert hul. Alle disse tiltage spredte spil ud over større arealer og medførte bedre græsforhold. Inden for banedesign standardiserede han golfbanens længde til 18 huller (St Andrews var på et tidspunkt på 23 huller), og indførte konceptet med at hver 9-hullerssløjfe vendte tilbage til klubhuset. Han introducerede også den moderne ide om at hazarder blev placeret, så golfbolden kunne spilles uden om dem. Dette var begyndelsen på stategisk design, som har domineret golfbanedesign siden da. Inden da blev hazarder anset for forhindringer, der enten skulle spilles henover, eller som skulle straffe en bold på rette vej.

## Død
Morris arbejdede helt indtil sin død kort før sin 87-årsfødselsdag. Han døde efter et fald ned ad en trappe i New Golf Clubs klubhus i St Andrews. Han er begravet ved St Andrews Cathedral, og hans grav tiltrækker tusindvis af golfspillere, der ønsker at ære hans minde.
- Old Tom Morris i 1860
- Old Tom Morris og Young Tom Morris ca. 1870-75
- Tom Morris Senior i 1890'erne
- Old Tom Morris i 1905